# Věckovice
Věckovice jsou malá vesnice, část města Klatovy ve stejnojmenném okrese v Plzeňském kraji. Nachází se asi sedm kilometrů západně od Klatov. Věckovice leží v katastrálním území Věckovice u Janovic nad Úhlavou o rozloze 1,42 km².

## Historie
První písemná zmínka o vesnici pochází z roku 1385.

## Obyvatelstvo
| Rok            | 1869 | 1880 | 1890 | 1900 | 1910 | 1921 | 1930 | 1950 | 1961 | 1970 | 1980 | 1991 | 2001 | 2011 | 2021 |
| -------------- | ---- | ---- | ---- | ---- | ---- | ---- | ---- | ---- | ---- | ---- | ---- | ---- | ---- | ---- | ---- |
| Počet obyvatel | 102  | 93   | 72   | 70   | 89   | 99   | 80   | 53   | 57   | 53   | 35   | 26   | 23   | 26   | 35   |
| Počet domů     | 14   | 14   | 13   | 14   | 14   | 14   | 15   | 15   | 15   | 14   | 12   | 16   | 16   | 15   | 16   |

## Obecní správa
Při sčítání lidu v letech 1850–1960 Věckovice byly osadou obce Drslavice v okrese Klatovy. V letech 1961–1979 byly částí obce Tupadly v okrese Klatovy. Od 1. ledna 1980 jsou částí města Klatovy ve stejnojmenném okrese.